# Comment manger avec son cul
Comment manger avec son cul (How to Eat with Your Butt en version originale) est le dixième épisode de la cinquième saison de la série animée South Park, ainsi que le 75e épisode de l'émission.

## Synopsis
Lors de la photo de classe, Kenny se met à l'envers dans son anorak. Cartman réalise sa blague la plus marrante : mettre sa photo sur les briques de lait. Mais les Thompson, couple atteint du « Syndrome de Polarité Torsonique » (SPT) croient reconnaitre leur fils Tommy. Ils se rendent chez Eric pour obtenir des informations. En les voyant, la scène est si drôle que Cartman « grille son fusible de l'humour ». Pendant ce temps, la directrice du centre de recherche des briques de lait tente de retrouver le fils disparu des Thompson.

## Mort de Kenny
Il est écrasé par une moto à la fin de l'épisode. Cartman, ayant retrouvé son sens de l'humour, se moque de sa mort.